# 君といつまでも
君といつまでも （きみといつまでも） は、加山雄三の5枚目のシングル。1965年12月5日発売。

## 概要
本楽曲はジャズのスタンダード・ナンバーになっている「On the Sunny Side of the Street(邦題　明るい表通りで）」を下敷きに作った前作「恋は紅いバラ」を渡辺プロダクション創業者の渡辺晋が気に入り、コード進行そのままにアレンジし直し作られたもので、当時は著作権のことなど知らずそのまま作ったと朝日新聞のインタビューで加山雄三自身が答えてる。
収録は毎日放送千里丘放送センターで行われた。編曲（アレンジ）が気に入った加山が、嬉しさのあまり「いやあ、幸せだなぁ」と呟いた。そのことから、後に流行語となる台詞が間奏に収録されることとなった。
300万枚を超える大ヒットになり1966年の第8回日本レコード大賞の特別賞となった。
1966年には、アメリカのキャピトル・レコードからシングル盤が発売されている。曲名表記は「君といつまでも」が「Love Forever (Kimi-To-Itsumadero)」（ママ）、「夜空の星」が「A Star In The Night (Yozara No Hoshi)」。また、2010年にLMGから配信発売されたアルバム『Singles Collection』での曲名表記は「君といつまでも」が「Up to You and When」、「夜空の星」が「Star of Night Sky」。
加山の主演映画『エレキの若大将』（1965年、東宝／岩内克己監督）では、主題歌として、「君といつまでも」と「夜空の星」がともに歌われている。
「君といつまでも」は『アルプスの若大将』（1966年、東宝／古澤憲吾監督）の主題歌としても使われている。また、草刈正雄主演の『がんばれ!若大将』（1975年、東宝／小谷承靖監督）と『激突!若大将』（1976年、東宝／小谷承靖監督）では、オープニングの「東宝マーク」のBGMに使われた。更に、2003年度下半期の連続テレビ小説『てるてる家族』（NHK大阪放送局製作）の第81話でも使用された。
また、「夜空の星」は1991年に、加山自身のセルフカバーとして日産・アトラスのCMソングに起用された。
桑田佳祐が『桑田佳祐の音楽寅さん 〜MUSIC TIGER〜』で「君といつまでも」の歌詞を変えて披露しようとしたが、過激すぎて放送できなかった。また、2014年に自身のラジオ番組の公開収録企画で歌唱した際は歌詞は原曲通りだったものの、セリフの部分は加山を称えるものに変えられ、同年8月22日に日本武道館で行った加山のコンサートに桑田がゲスト出演した際にもセリフの部分を「僕、言っていいですか?」と許可を取った上で担当した。
2017年2月6日より「君といつまでも」がインストゥルメンタルバージョンとしてサントリー「トリスクラシック」のCM使用曲として起用されている。

## 収録曲
1. 君といつまでも
作詞：岩谷時子、作曲：弾厚作（加山雄三）、編曲：森岡賢一郎
2. 夜空の星
作詞：岩谷時子、作曲：弾厚作（加山雄三）、編曲：寺内タケシ
バックの演奏は寺内タケシとブルージーンズが担当している。

## NHK紅白歌合戦出場回
- 君といつまでも
  - 第17回（1966年）
  - 第32回（1981年）（「若大将ヒット・メドレー」の一部として披露）
  - 第33回（1982年）
  - 第50回（1999年）
- 夜空の星
  - 第48回（1997年）（「若大将 '97スペシャル」の一部として披露）
  - 第61回（2010年）（「若大将50年! スペシャルメドレー」の一部として披露）

## ザ・ベンチャーズ盤
1966年3月20日にザ・ベンチャーズが日本市場向けシングルとしてカバーし、日本では加山のオリジナル盤と並行してヒットした。1966年1月〜6月（上半期）の日本での最大のヒットシングルは、日本吹き込み盤では加山の、洋楽ポピュラーではザ・ベンチャーズの、それぞれ「君といつまでも」であったとされる。
文化放送『ユア・ヒット・パレード』でも1966年度の年間1位を記録。

### 収録曲
1. 君といつまでも (KIMI-TO-ITSUMADEMO)
作曲：弾厚作（加山雄三）、編曲：ザ・ベンチャーズ
2. 夜空の星 (YOZORA-NO-HOSHI)
作曲：弾厚作（加山雄三）、編曲：ザ・ベンチャーズ

## その他のカヴァー

### 「君といつまでも」
- ジェニー・ツェン（甄妮）（1979年、広東語で『日已西沉』がアルバム『春雨彎刀』収録）
- アダム・チェン（鄭少秋）（1983年、広東語で『一封信』がアルバム『新蜀山剣俠』収録）
- ファニー・フェン（薰妮）（1983年、広東語で『願你帰來』がアルバム『夢』収録）
- 費玉清（1988年、北京語で『夕陽西沉』がアルバム『從前』収録）
- 竹中直人（1995年、アルバム『竹中直人の君といつまでも』収録）
- カールスモーキー石井（1997年、トリビュート・アルバム『60 CANDLES』収録）
- 後藤真希（2002年、シングル『サン・トワ・マミー/君といつまでも』収録）
- 憂歌団（2003年、アルバム『加山雄三カバー・ソングス ホライズン』収録）
- 後藤真希（2003年、アルバム『「けん&メリーのメリケン粉オンステージ!」オリジナルキャスト盤』収録）
- 後藤真希（2004年、アルバム『Maki Goto Special Edition for Hawaii』収録）
- アリヤ・ミハル（2007年、アルバム『ハート トゥ ハート』収録）
- 桑田佳祐（2008年、ライブDVD『昭和八十三年度! ひとり紅白歌合戦』収録）
- 髙橋真梨子（2009年、アルバム『No Reason 〜オトコゴコロ〜』収録）

### 「夜空の星」
- THE ALFEE（1997年、トリビュート・アルバム『60 CANDLES』収録）
- 氷川きよし（2002年、アルバム『銀河〜星空の秋子〜』収録）
- 忌野清志郎（2003年、アルバム『加山雄三カバー・ソングス ホライズン』収録）
- 村下孝蔵

## 「君といつまでも」収録CD
- ヒット・カーニバル
- 歌宴 歌謡名曲120選
- ニュー・サウンズ・イン・ブラス（第26集（2006年）収録）
- 黄金の歌謡曲